# Cupido (vlinder)
Cupido  is een geslacht van vlinders uit de familie Lycaenidae (kleine pages, vuurvlinders en blauwtjes). De wetenschappelijke naam en de beschrijving van dit geslacht werden in 1801 gepubliceerd door Franz Paula von Schrank.

## Soorten
- Cupido alaina (Staudinger, 1887)
- Cupido alcetas (Hoffmannsegg, 1804) – Zuidelijk staartblauwtje
- Cupido amyntula (Boisduval, 1852)
- Cupido argiades Pallas, 1771 – Staartblauwtje
- Cupido buddhista (Alphéraky, 1881)
- Cupido carswelli Stempffer, 1927 - Carswelli's staartblauwtje
- Cupido comyntas (Godart, 1824)
- Cupido decolor (Staudinger, 1886)
- Cupido decolorata (Staudinger, 1886) – Oostelijk staartblauwtje
- Cupido gisela (Püngeler, 1901)
- Cupido huegelii (Gistel, 1857)
- Cupido lacturnus (Godart, 1824)
- Cupido lorquinii (Herrich-Schäffer, 1847) – Moors dwergblauwtje
- Cupido minimus (Fuessly, 1775) – Dwergblauwtje
- Cupido nagarensis Charmeux & Desse, 2006
- Cupido osiris (Meigen, 1829) – Zuidelijk dwergblauwtje
- Cupido peri Zhdanko, 2000
- Cupido prosecusa (Erschoff, 1874)
- Cupido staudingeri (Christoph, 1873)
- Cupido tuzovi Lukhtanov, 1994

### Status onduidelijk
- Cupido bohemani (Wallengren, 1860)
- Cupido celinde (Boisduval, 1832)
- Cupido damaeus (Godart, 1823)
- Cupido diogenes (Blanchard, 1853)
- Cupido dion (Godart, 1823)
- Cupido draesekei (Schawerda, 1926)
- Cupido elorea (Fabricius, 1793)
- Cupido eumedes (Meisner, 1818)
- Cupido gabinus (Godart, 1823)
- Cupido lunulatus (Gmelin, 1788)
- Cupido misenes (Cramer, 1779)
- Cupido mora (Swinhoe, 1884)
- Cupido nigrescens (Dubois, 1867)
- Cupido nisa (Wallengren, 1866)
- Cupido numerius (Stoll, 1790)
- Cupido ochsenheimeri (Godart, 1823)
- Cupido oculatus (Gmelin, 1788)
- Cupido philiasus (Linnaeus, 1767)
- Cupido similis (Moore, 1878)
- Cupido taiwana (Sonan, 1938)
- Cupido triton (Fabricius, 1787)